# Bitimol
Se denomina bitimol a un cuerpo químico compuesto que fue obtenido por primera vez por Alexander Dianin, oxidando timol por el óxido de hierro en disolución neutra.

## Cristalizado
- El bitimol cristalizado lo hace en agujas o prismas.
- Con una molécula de agua de cristalización que pierden a 100º.
- Funde a 165,5 °C
- Insolubles en agua
- Muy solubles en el alcohol, éter y bencina.
- No se colorea por el cloruro férrico.

## Éteres
- Con el anhídrido benzoico da el éter benzoico.
- También forma el éter acético.

## Ácido nitroso
- No ejerce acción sobre él el ácido nitroso.
- La imposibilidad de obtener derivado nitroso lo hace suponer que las posiciones para, con relación a los oxidrilos, están ocupadas.

## Vortman
Según Georg Vortman, el compuesto que obtuvo Dianin sería idéntico al bitimol, que se forma cuando se reduce por la potasa alcohólica y la amalgama de sodio o el polvo de zinc, el compuesto yodado que se produce por la acción del yoduro yodurado de potasio sobre una disolución alcalina de timol y que debe considerarse como un diyouduro de bitimol; alguna obra de los autores citados:
- Vortman:
  - Allgemeiner gang der qualitativen chemischen..., Leipzig, 1919.
- Dianin:
  - Ueber das eigenthümliche Verhalten der Phenole.., Jena, 1877.
  - Este autor es célebre por descubrir un derivado del fenol, el Bisfenol A.